# Senoni
Senoni (latinsko: Senones) so bili keltsko pleme iz antike, ki je morda sestavljalo dve istoimenski veji enega ljudstva. Naselili so se v Galiji in kasneje v severni Italiji južno od reke Pad.

## Senoni v Galiji
Galski Senoni so naseljevali območje današnjih francoskih departmajev Seine-et-Marne, Loiret in Yonne. Njihovo glavno mesto je bilo Agendicum (kasneje Senonus, danes Sens).
Od 54 do 51 pr. n. št. so sodelovali v bojih proti Gaju Juliju Cezarju in pregnali svojega kralja Cavarinusa, ki ga je postavil Cezar. Končno jih je Cezar podredil. Po Cezarjevem opisu so se Senoni naselili južno od Belgov ob Seni in Loari.

## Senoni v Italiji
V 5. stoletju pr. n. št. so se keltska ljudstva začela seliti iz današnje Francije. Skupina Senonov je prečkala Alpe in se skupaj z Insubri, Boji in Cenomani naselila v Padski nižini, kjer so večkrat premagali Etruščane. Tam so naseljevali območje pri Ariminumu (Rimini) in Anconi.
V začetku 4. stoletja pr. n. št. so keltski bojevniki pod kraljem Brenom (znanem po izreku „Vae victis!“ ali „Gorje premaganim!“) prodrli proti jugu čez Apeninsko gorovje in leta 387 pr. n. št. osvojili Rim, razen Kapitola – svete gosi Junone naj bi s svojim gakanjem opozorile branilce – in se po mesecih obleganja umaknili šele po plačilu odkupnine. Udeležba Senonov v pohodu proti Rimu je sporna, ne pa tudi njihovo stoletno sovraštvo do Rima.
Leta 285 pr. n. št. so napadli etruščanski Arretium (Arezzo). Rimljani, ki so jim priskočili na pomoč, so utrpeli poraz. Senonski poglavar Britomaris se je nato povezal z Etruščani proti Rimljanom, vendar je konzul Publij Kornelij Dolabela (konzul 283 pr. n. št.) popeljal močno vojsko na njihova ozemlja. Leta 283 pr. n. št., medtem ko je vojska Senonov korakala proti Rimu, so Rimljani zasedli njihovo plemensko ozemlje in načrtno pobijali ženske, otroke in starejše. Nato so Rimljani premagali senonsko vojsko in na njihovem ozemlju ustanovili kolonijo Sena Gallica (danes Senigallia). Zadnji ostanki Senonov so bili takoj zatem izgnani iz Italije.
Naselitev Italije s strani Senonov je bila dokazana z najdbami na grobiščih pri Montefortino d’Arcevia in v anta Paolina di Filottrano.